# The Brothers 18
The Brothers 18 est une réserve indienne du Comté de Saint-Jean, au sud de la province canadienne du Nouveau-Brunswick. Elle est gérée conjointement par les premières nations de Kingsclear, Madawaska, Tobique et Woodstock. Elle compte deux îles et a une superficie de 10 acres. Elle a été établie le 19 septembre 1938 et était utilisée à l'origine comme camp estival.